# Ostreopsis siamensis
Ostreopsis siamensis ist eine Art von Dinoflagellaten und Typusart ihrer Gattung Ostreopsis. Diese Art kommt in marinen Umgebungen vor. Durch ihre Verbreitung in Strandnähe und Toxizität wurde sie als Problem u. a. für die menschliche Gesundheit bekannt.

## Systematik
Die Art Ostreopsis siamensis wurde erstmals 1901 von Johannes Schmidt mit ihrer Gattung Ostreopsis beschrieben. Sie ist daher die Typusart dieser Gattung.
Die äußere Systematik der Gattung innerhalb der Dinoflagellaten ist problematisch. In der hier übernommenen Taxonomie des National Center for Biotechnology Information (NCBI) gehört sie zur Familie Ostreopsidaceae innerhalb der Ordnung Peridiniales.
In der AlgaeBase und dem World Register of Marine Species (WoRMS) wird sie dagegen in einer Unterfamilie Ostreopsidoideae der Familie Pyrocystaceae innerhalb der Ordnung Gonyaulacales gesehen.

## Toxizität
Die Art Ostreopsis siamensis kann etwa zehn Palytoxin-Analoga produzieren, darunter Ostreocin-A und Ostreocin-E1.

## Habitat und Verbreitung
Die Art O. siamensis ist weltweit in marinen Umgebungen verbreitet:
- im Mittelmeerraum (Griechenland, Italien, Spanien, Libanon)
- an der Atlantikküste (Frankreich), in Nordamerika in Florida und Mexiko
- im Pazifik in Asien (Thailand, China, Russland); in Ozeanien (Australien, Neuseeland) (AlgaeBase).

Beobachtungen der beiden Arten O. siamensis und O. ovata in Griechenland nördlich der Ägäis zeigten eine saisonale Vermehrung beider Arten mit einem Maximum zwischen Mitte Sommer und Spätherbst.

## Bemerkenswerte Algenblüten
Im Sommer 2021 führte eine Vermehrung dieser Art (Algenblüte) am 8. August zur Schließung der Strände von vier Gemeinden an der baskischen Küste in Frankreich (Biarritz, Bidart, Guéthary und Saint-Jean-de-Luz).
Neben dem von der Algenblüte verströmten ekelerregenden Geruch, führte sie bei Badegästen, Surfern und Rettungsschwimmern vor allem zu Erbrechen und Atembeschwerden (Schnupfen, Niesen, Halsreizungen).
Ursprünglich wurde diese Blüte Ostreopsis ovata zugeschrieben, doch schließlich wurde bestätigt, dass sie von Ostreopsis siamensis verursacht wurde.